# Thomas Olde Heuvelt
Thomas Baudelet Olde Heuvelt (Nijmegen, 16 april 1983) is een Nederlands schrijver van thrillers, horror- en magisch realistische romans en korte fictie. Zijn succesvolste werk is HEX, zijn debuut voor volwassenen, dat in 2016 vele weken in de Bestseller 60 stond en in diverse talen werd vertaald.
Olde Heuvelt won in 2015 als eerste Nederlander de Amerikaanse Hugo Award voor zijn verhaal The Day the World Turned Upside Down, het eerste winnende niet-Engelstalige boek. Daarnaast werd hij genomineerd voor de World Fantasy Award.

## Levensloop
In 1986, toen hij drie jaar oud was, overleed zijn vader. Zijn moeder heeft hem en zijn zus sindsdien alleen opgevoed. In Nijmegen doorliep hij het gymnasium van het Canisius College en studeerde hij Amerikanistiek en Amerikaanse literatuur aan de Radboud Universiteit Nijmegen. Hij woonde een half jaar in Ottawa, Canada. Tussen 2007 en 2017 woonde hij in de binnenstad van 's-Hertogenbosch. Sinds 2017 woont hij op de Bisselt tussen Groesbeek en Mook.

## Carrière
Olde Heuvelt debuteerde met de twee horrorromans De Onvoorziene (2002) en PhantasAmnesia (2004) bij uitgeverij Intes International. Hij schreef het manuscript voor het eerste boek op zestienjarige leeftijd. Als eregast op het jaarlijkse fantasyevenement de Elf Fantasy Fair werd hij in 2005 opgemerkt door Jacques Post, uitgever van Luitingh-Sijthoff (die met Stephen King, George R.R. Martin en Dan Brown tot dan toe vooral Amerikaanse genreromans publiceerde). Hier publiceerde Olde Heuvelt in 2008 zijn derde roman, Leerling Tovenaar Vader & Zoon.
Olde Heuvelt won tweemaal de Paul Harland Prijs voor beste Nederlandstalige fantasyverhaal (in 2009 en 2012). Met zijn boek Harten Sara (2011) week hij af van de genreliteratuur en schreef hij een psychologische coming-of-age-roman met magisch-realistische invloeden, over een jonge vrouw met asperger. Korte fictie van zijn hand werd vanaf 2012 verkocht aan uitgevers in de Verenigde Staten en andere landen.
Met Olde Heuvelts horrorthriller HEX (2013), over een vloek die het Nederlandse dorpje Beek Ubbergen in zijn greep houdt, volgde zijn succesvolste werk. In 2016 maakte Olde Heuvelt een boekentournee van zes weken door de Verenigde Staten en dat jaar verscheen ook een herziene editie van het boek, met o.a. een ander einde. Hierna stond HEX ook in Nederland maandenlang in de Bestseller 60. In 2018 ondernam Olde Heuvelt een maandenlange promotietournee voor HEX door onder andere Brazilië, China, Oekraïne, Frankrijk en Tsjechië.
In mei 2019 bracht Olde Heuvelt een nieuwe roman uit, genaamd Echo. De roman gaat over een bergbeklimmer die na een ongeluk bezeten raakt van een berg. De thriller stond een tijd lang in de bestseller 60 en is inmiddels ook gepubliceerd in Duitsland. Ook schreef hij in 2019 het boekenweekgeschenk voor de Spannende Boeken Weken, de griezelige novelle Dolores Dolly Poppedijn.

## Prijzen en nominaties
- 2015 - Hugo Award voor The Day the World Turned Upside Down - Verenigde Staten[3]
- 2012 - Harland Award voor De vis in de fles - Nederland
- 2009 - Harland Award voor De jongen die geen schaduw wierp - Nederland
- 2014 - Nominatie voor de World Fantasy Award voor The Ink Readers of Doi Saket - Verenigde Staten[8]
- 2014 - Nominatie voor de Hugo Award voor The Ink Readers of Doi Saket - Verenigde Staten[9]
- 2013 - Nominatie voor de Hugo Award voor The Boy Who Cast No Shadow - Verenigde Staten[10]
- 2012 - Nominatie voor de Science Fiction & Fantasy Translation Awards voor The Boy Who Cast No Shadow – Verenigde Staten[11]

### Boeken
- 2002 - De Onvoorziene
- 2004 - PhantasAmnesia
- 2008 - Leerling Tovenaar Vader & Zoon
- 2011 - Harten Sara
- 2013 - HEX (2016 herziene editie)
- 2019 - Echo
- 2019 - Dolores Dolly Poppedijn (ISBN 9789059654907, geïllustreerd door Iris Compiet, uitgave ter gelegenheid van de Spannende Boeken Weken 2019)
- 2021 - Orakel
- 2022 - November

### Verhalenbundels
- 2017 - Om nooit te vergeten
- 2018 - The Ink Readers of Doi Saket - China

## Bestseller 60
| Boeken met noteringen in de Nederlandse Bestseller 60 | Jaar van verschijnen | Datum van binnenkomst | Hoogste positie | Aantal weken | Opmerkingen |
| ----------------------------------------------------- | -------------------- | --------------------- | --------------- | ------------ | ----------- |
| HEX                                                   | 2013                 | 21-09-2016            | 8               | 25           |             |
| Echo                                                  | 2019                 | 15-05-2019            | 15              | 11           |             |
| Orakel                                                | 2021                 | 31-03-2021            | 5               | 12           |             |
| November                                              | 2022                 | 09-11-2022            | 7               | 10           |             |